# Mary Colter
Mary Elizabeth Jane Colter (Pittsburgh, Pensilvania, 4 de abril de 1869 - Santa Fe, Nuevo México, 8 de enero de 1958) fue una arquitecta estadounidense que diseñó para la empresa Fred Harvey a principios del siglo XX. En su obra aparecen fusionados elementos vinculados a la arquitectura neocolonial como americana

## Primeros años
Su familia paterna tuvo diversas residencias: vivieron por un tiempo en Colorado, luego en Texas, para establecerse definitivamente en St. Paul, Minnesota. Su padre, William H. Colter, era inmigrante irlandés y falleció cuando Mary Colter tenía diecisiete años. Ella decidió estudiar para sostener a su madre y hermana. Mary Colter terminó la escuela secundaria a los catorce años; entonces asistió a la Escuela de Diseño de California, que actualmente es el Instituto de Arte de San Francisco, y también fue aprendiz por algún tiempo en un estudio de arquitectura local. Mary Colter desde muy joven luchó por ser fiel a sus intereses y motivaciones.

## Trayectoria

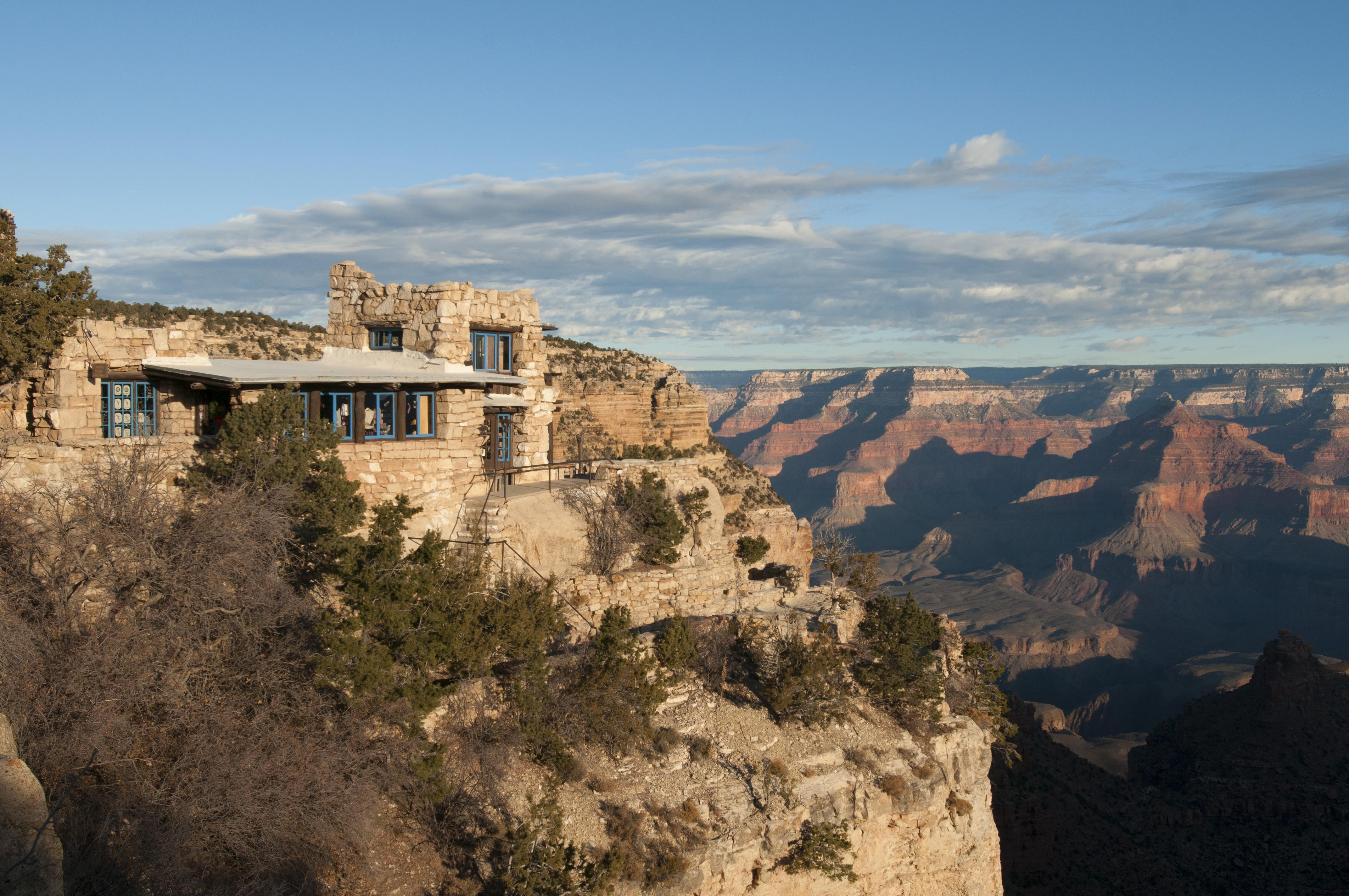
Grand Canyon National Park, Lookout Studio

En 1901, Mary Colter, con ayuda de Minnie Harvey Hücke, consiguió trabajo temporal, para desempeñarse durante la temporada de verano en la empresa de su familia, la Fred Harvey Company. Algunos años después, en 1910, Mary Colter se convirtió en la diseñadora más reconocida de firma; y poco tiempo después empezó a desempeñarse como la arquitecta principal de la misma empresa. Desarrolló esa actividad en esa empresa durante 38 años, desvinculándose en 1948. Durante esos años trabajó muy intensamente y desarrolló más de veinte proyectos, entre ellos pueden destacarse: importantes hoteles, comercios, casas de campo y espacios públicos. Además diseñó interiores de las estaciones de ferrocarril en Chicago, Kansas City y Los Ángeles. incluso diseñó el interior de un coche comedor.
En 1925 la empresa que tenía a su cargo el ferrocarril Santa Fe compró el hotel La Fonda en la plaza vieja de la ciudad de Santa Fe, Nuevo México y entonces lo alquiló a la empresa Harvey. Colter se encargó del desarrollo del proyecto de diseño interior. Con su trabajo Mary Colter definió una propuesta integral que demandó para su concreción que se contraten a artistas y artesanos de localidades vecinas para la producción de muebles, accesorios e iluminación.

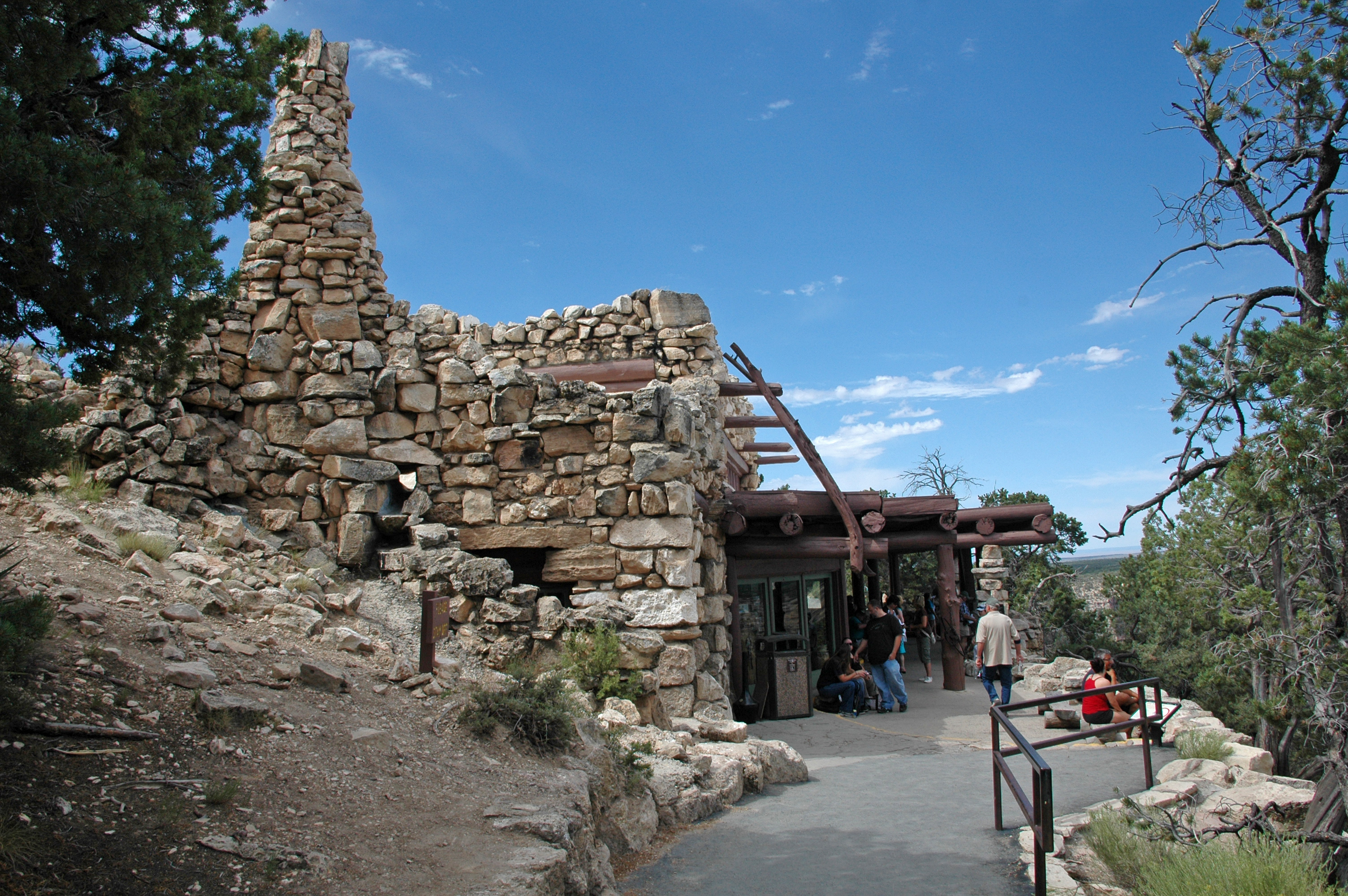
Hermit's Rest

Entre sus trabajos destacados cabe especial mención su participación en el proyecto del Ferrocarril de Santa Fe y en el parque nacional del Gran Cañón; como parte de esa propuesta son conocidos varios edificios, entre ellos el puesto de observación y la torre de vigilancia. También ha diseñado el rancho de huéspedes en la parte inferior del cañón, en las proximidades del río Colorado. Sus construcciones se asemejan a viviendas de los nativos americanos, incluso parecen ruinas. Esta apariencia es intencional y se lograba con la utilización de la cuchilla del arado como herramienta. Ese materialidad es distintiva de su producción. Su labor definió así un estilo caracterizado por la conjunción de reminiscencias del neocolonial español con motivos nativos americanos; el mencionado estilo se convirtió en típico del suroeste de Estados Unidos, y es conocido actualmente como estilo Santa Fe. La arquitecta Colter además de su importante producción proyectual caracterizada por la búsqueda de autenticidad, se dedicó a la enseñanza de la Arquitectura y trabajó como docente de dibujo en una escuela de Artes.

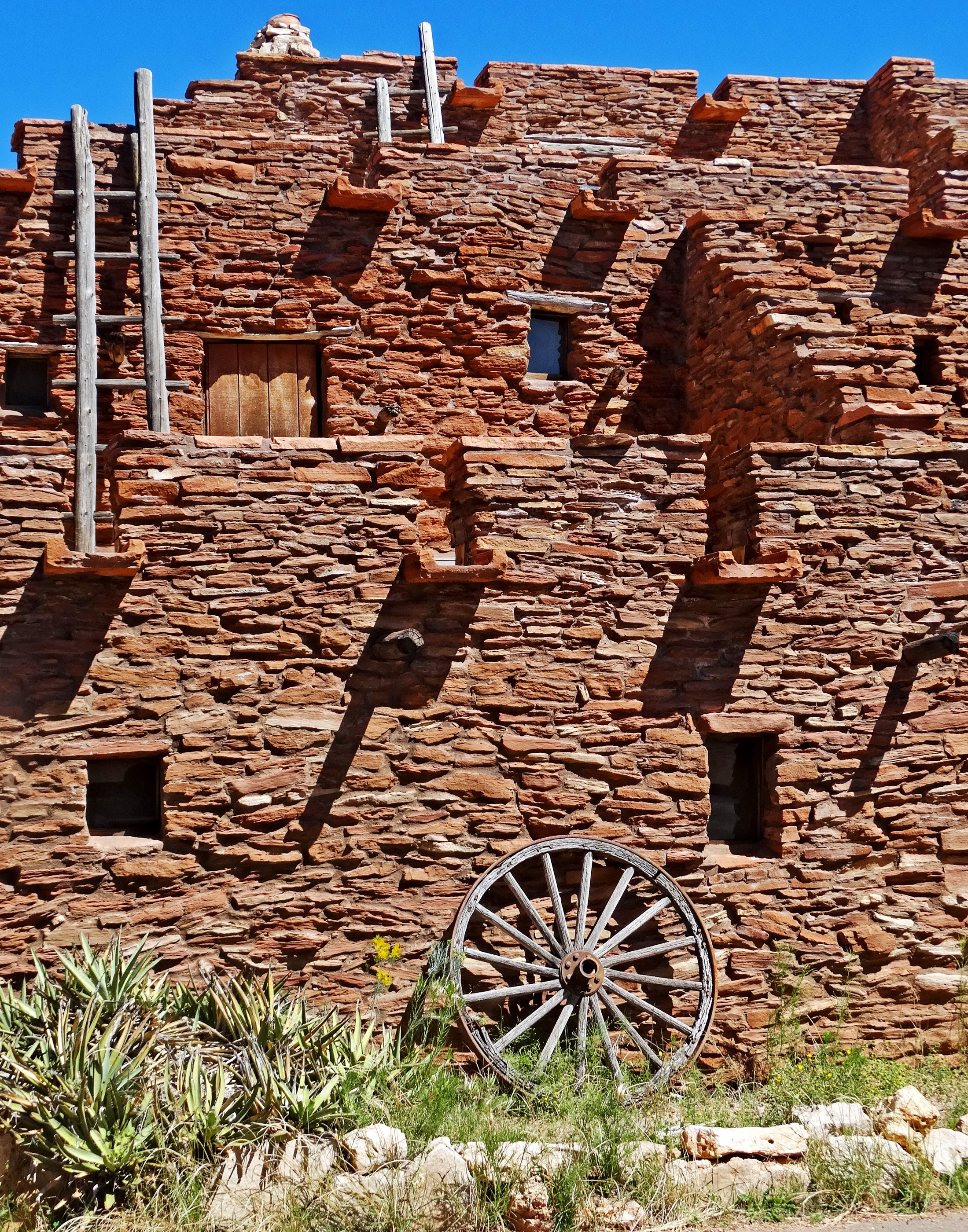
Hopi House

Como parte de su gran producción la arquitecta Colter también se dedicó al diseño de diversos objetos como cubiertos, vajilla; además incursionó en el diseño de indumentaria al diseñar el uniforme del personal hotelero; todo lo producido manifiesta su compromiso y pasión por el diseño.
A pesar de los aportes que hizo a la disciplina con sus diseños, que en todos los casos fueron producto de la investigación y la planificación meticulosa, su reconocimiento fue muy limitado en una profesión dominada por los hombres. Su nombre pocas veces figuraba en los edificios que proyectó y tampoco recibió el merecido reconocimiento de sus colegas contemporáneos. El estado de Arizona no permitía a las mujeres firmar proyectos así que más de una vez lo firmó alguno de sus trabajadores.
Once de los edificios proyectados por Mary Colter están en el Registro Nacional de Lugares Históricos y cinco han sido destacados por su valor histórico nacional.
Algunos de sus proyectos sobrevivieron al siglo XX como consecuencia de la aparición de las carreteras y el aumento de viajes en automóvil, algunos hoteles y restaurantes de las estaciones de ferrocarril desaparecieron.

## Obras y proyectos
Según la reseña de Clarissa Massey:

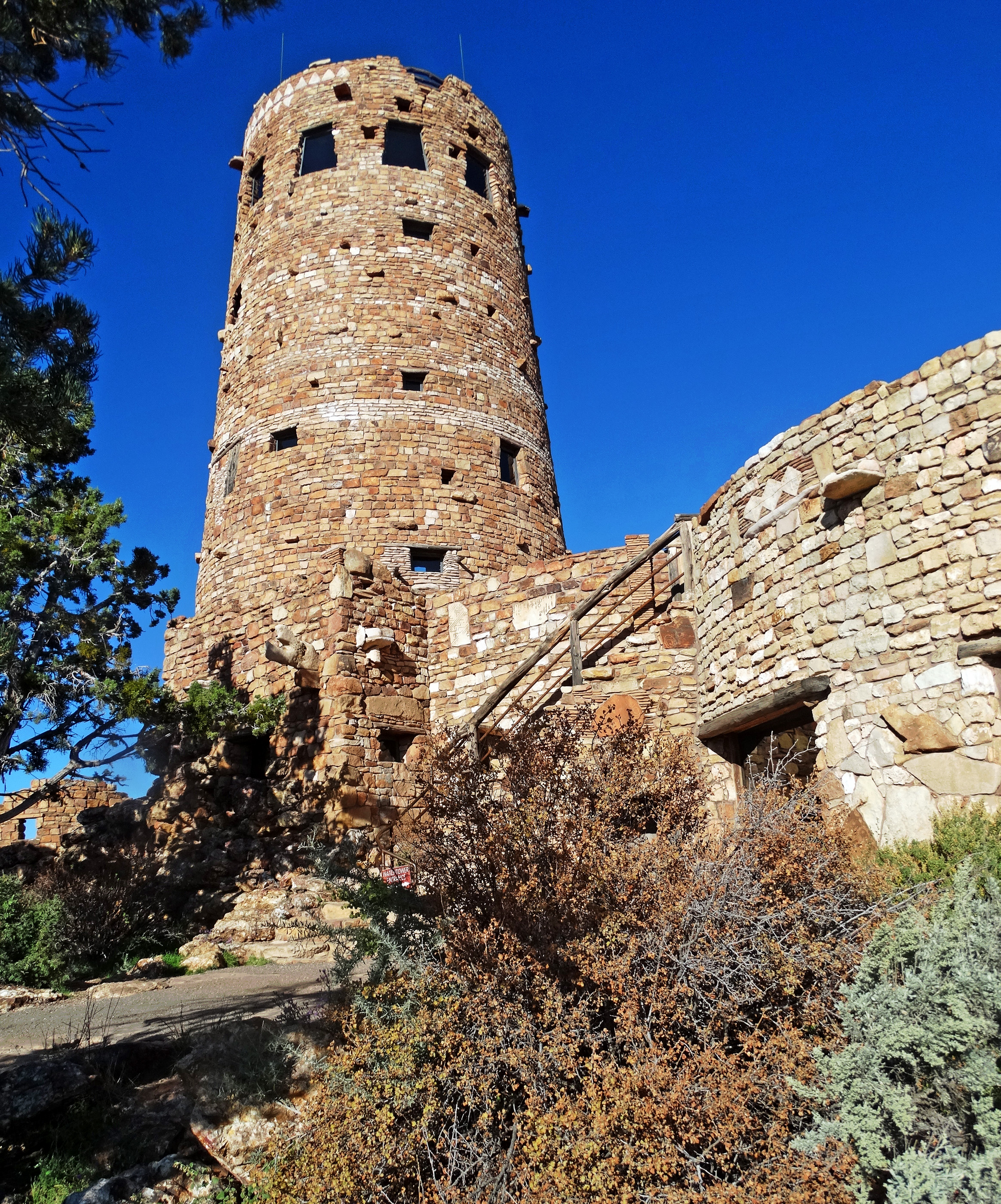
Desert View Watchtower, Grand Canyon

- Indian Building of the Alvarado Hotel (..)
- Hopi House (1905)
- Hermit’s Rest (1914)
- Lookout Studio (1914)
- El Navajo (1918-1923)
- La Fonda (1924)
- La Posada (1930)
- Torre de Vigilancia Desert View (1933)

## Reconocimientos
Virginia Grattan describió su obra del siguiente modo: "Sus edificios se adaptan a su entorno, ya que surgieron de la historia de la tierra, a la cual pertenecían".
En 2014, el Servicio de Parques Nacionales del Gran Cañón celebró el centenario de dos edificios diseñados por Colter meticulosamente: el puesto de observación y el restaurante Ermitaños.